# دژالیندا
دژالیندا (روسی: Джалинда) یک شهرک در استان آمور روسیه است.